# The Beloved
The Beloved sono un gruppo musicale britannico di musica pop rock/new wave, inizialmente, e dance elettronica/synthpop/acid house ed electropop o technopop (gli ultimi due termini utilizzati, rispettivamente, nel Nuovo Millennio e negli anni novanta, a indicare il medesimo genere di musica elettronica - cfr. la voce elettropop), successivamente. Dal 1986, come quartetto, come duo maschile, oppure come duo misto, hanno inciso dischi per le seguenti etichette: Flim Flam, Atlantic, Warner Bros., EastWest e WEA.

## Storia del gruppo

### L'originale annuncio di Jon Marsh sulle riviste di settore
Nel 1983, Jon Marsh mette un annuncio sulle riviste musicali, in cui scrive:
Mi chiamo Jon Marsh, membro fondatore dei Beloved. Se anche voi volete fare qualcosa di grandioso, vediamoci esattamente fra tre anni, alle 11 esatte di mattina, al Diana's Diner, o il locale che sarà al suo posto, a Covent Garden, Londra, WC2.

### Il quartetto Jon/Steve/Tim/Guy:Where It Ise il successo «indie»
All'incontro nel 1986, si presenta Steve Waddington, laureatosi all'Università di Cambridge, e i due formano il nucleo originario della band, a cui si aggiunge Tim Havard: il primo nome del gruppo è Journey Through. L'organico viene completato poco dopo da Guy Gausden e la band assume il nome The Beloved. Originariamente, il quartetto ha un sound basato sulla chitarra, ma inizia ben presto a utilizzare la batteria elettronica ed elementi dance. A tratti, i quattro presentano delle sonorità simili a quelle dei New Order e una panoramica esauriente di questa fase della loro carriera si trova sul primo album di studio, Where It Is, che può essere meglio descritto come una compilation di materiale precedentemente edito, consistente in singoli e relativi lati B, riuiniti in un unico long playing. Il disco comprende i primi 45 giri, "A Hundred Words", "This Means War", "Happy Now" e il doppio lato A "Surprise Me"/"Forever Dancing", tutti pubblicati tra 1986 e 1987, tutti contenuti su Where It Is e tutti entrati nella Top 30 della classifica britannica indie, anche se nessuno di questi primi singoli entra nella UK Top 75.

### Il duo Jon/Steve:Happiness,Blissed Out, i primi successi in UK e all'estero
Dopo essersi ridotti a un duo, formato dai soli Marsh e Waddington, iniziano a sperimentare le nuove sonorità dance. Il primo risultato è costituito, nel 1988, da un altro doppio singolo, "Loving Feeling"/"Acid Love", che indica la nuova direzione, ma non riesce comunque a piazzarsi nelle chart. Sempre nel 1988, esce invece il singolo della svolta, intitolato "The Sun Rising", che prima diventa un successo nelle discoteche e poi entra finalmente nella classifica britannica, arrivando fino al Numero 26, nel settembre del 1989. "The Sun Rising" comprende un campionamento di O Euchari di Emily Van Evera, un sample utilizzato anche dalla band degli Orbital nel brano "Belfast". A questo primo vero successo su scala nazionale, segue il secondo album, Happiness, il primo e unico 33 giri come duo e il primo interamente composto da brani inediti, pubblicato nel 1990, da cui viene estratto subito un altro singolo, "Hello", che diventa un altro successo, anche internazionale, raggiungendo il Numero 19 nella madrepatria. Questa canzone si distingue per un testo particolarissimo, quasi tutto costituito da nomi di persone, reali o fittizie, gruppi o istituzioni, che rappresentano le influenze più importanti e disparate della band (dalla religione con San Pietro e San Paolo, alla musica con Kym Mazelle, passando per la letteratura con Jeffrey Archer e i cartoni animati con I Flinstones). L'LP genera altri due 45 giri, "Your Love Takes Me Higher", che entra nella UK Top 40, e l'ultimo estratto, "Time After Time", che non va oltre lo status di hit minore in Regno Unito, fermandosi al Numero 48, ma diventa una delle loro canzoni più famose al livello internazionale; in Italia, per esempio, Happiness comincia a vendere proprio dopo l'uscita su singolo di "Time After Time", tuttora trasmessa alle radio.
Il successo complessivo dell'album e dei quattro singoli spinge il gruppo a capitalizzare sui risultati ottenuti, incidendo e pubblicando un singolo inedito, "It's Alright Now", che pur non riuscendo a entrare nella Top 40, fermandosi al Numero 46 nel Regno Unito, svolgerà un importante ruolo nella promozione di un intero album di remix, intitolato Blissed Out, pubblicato nel 1991, che costituisce per lo più una versione estesa e rimodellata di Happiness, come suggerisce il legame tra i titoli dei due lavori (happiness significa infatti «felicità», mentre blissed out è un neologismo ricavato sulla parola bliss, «beatitudine», traducibile come «completamente estasiati»). Quasi tutte le canzoni del secondo album ricompaiono qui, in una o più versioni remixate, compresa una versione alternativa di "It's Alright Now", sottotitolata «Back to Basics», con l'arrangiamento appunto ridotto all'osso, e alcuni brani strumentali inediti. Il lavoro esce in 3 diverse edizioni, più o meno estese, a seconda del formato, con la cassetta che ne costituisce la versione più ricca: l'LP in vinile, il più breve, comprende 8 brani, il CD ne presenta 11 e l'MC ne include ben 16. Attualmente, l'unica ancora disponibile è ovviamente la versione in compact disc, mentre le altre due, soprattutto quella in vinile, sono diventate delle rarirà introvabili e molto ricercate dai collezionisti.

### Il duo Jon/Helena:Sweet Harmony,Conscience,Xe il grande successo internazionale
"It's Alright Now" e Blissed Out rappresentano gli ultimi lavori dell'epoca realizzati da Jon insieme a Steve, solo di recente tornati a collaborare, anche se i frutti di questo lavoro sono tuttora inediti. Infatti, nel 1993, Waddington lascia il gruppo e viene sostituito dalla moglie di Jon, Helena Marsh, che allora lavorava per la casa di moda parigina Comme des Garçons, per le registrazioni del terzo album di studio, Conscience. I brani del nuovo disco sono tutti composti da marito e moglie, ma Helena compare raramente nei video e nelle esibizioni live e promozionali del gruppo, anche se è una presenza fissa nelle interviste sulle riviste musicali e sulle foto pubblicitarie, dove traspare la sua eterea bellezza. La band incontra qualche difficoltà relativamente al videoclip girato per il primo singolo, Sweet Harmony, che ritrae Marsh completamente nudo, in mezzo a un gruppo di donne, anch'esse nude (ma le riprese e le posture caste fanno in modo di non mostrare nulla che possa far incappare il video in una censura spietata). Tra le protagoniste in deshabillé di questa clip, c'è la presentatrice TV britannica Tess Daly. A quest'epoca, il nome del gruppo perde l'articolo determinativo iniziale The dal nome ufficiale, diventando semplicemente Beloved (anche se si registreranno ulteriori oscillazioni, sia a seconda dei periodi che nei diversi paesi, privilegiando, più o meno indifferentemente, ora l'una ora l'altra forma). Sweet Harmony, utilizzata originariamente per promuovere la seconda stagione della popolare serie TV statunitense Melrose Place in alcuni paesi europei, tra cui l'Italia, viene utilizzata da allora anche per la pubblicità del grande magazzino anglo-irlandese Homebase.
Anche se il video è considerato da molti il primo a ritrarre Jon Marsh nudo per la prima volta in pubblico, non è in realtà così. All'enorme successo ottenuto dall'album del 1990 era seguìta infatti, nel 1991, una raccolta in VHS, con tutti i videoclip realizzati per i quattro singoli di Happiness, contenente anche una traccia video finale nascosta, dove è possibile vedere Jon che fa apertamente l'amore con la sua ragazza di allora, sulle note di un lungo extended remix di una traccia tratta da Blissed Out. Mentre Sweet Harmony diventa in assoluto la più grande hit internazionale per il gruppo, raggiungendo il Numero 8 nel Regno Unito, nel gennaio 1993, le altre quattro tracce estratte dall'album Conscience, pubblicate su tre singoli, uno dei quali doppio lato A, non riescono a eguagliare quel successo, con "Celebrate Your Life"/"You've Got Me Thinking" che raggiunge il Numero 23, "Outer Space Girl" che non va oltre il Numero 38, e l'ultimo singolo, "Rock to the Rhythm of Love", che non entra nemmeno in classifica. Quest'ultimo brano viene eseguito dal vivo durante il Gay Pride svoltosi a Londra nel 1994, durante le ore pomeridiane di un concerto iniziato la mattina presto e chiuso a tarda notte da Boy George. Il cantante storico dei Culture Club, all'interno del suo progetto parallelo Jesus Loves You, viene considerato, proprio insieme a Jon Marsh e al suo gruppo, come uno degli iniziatori della cosiddetta rivoluzione dance dei primi anni novanta. Non a caso, molti dei musicisti che hanno dato vita ai Jesus Loves You ricompaiono, poco dopo, proprio su Conscience, a cui collabora anche un vero e proprio genio dell'elettronica, Robert Fripp, che si occupa dei suoni dell'intero disco.
Dopo Conscience, nel 1996 esce un quarto album di studio, intitolato X, con una copertina piuttosto interessante, in linea con il breve titolo del lavoro (che molti chiamano però The Beloved X, visto il titolo, molto comune, per distinguere questo album dai molti omonimi), in cui una fotografia realizzata al computer ritrae la parte destra del volto di Jon, la parte sinistra del volto di Helena e un'immagine centrale che risulta dalla fusione dei due volti in uno solo, con i tratti salienti dei due coniugi. Anche se l'album sale fino al Numero 25 in Gran Bretagna, producendo tre singoli, soltanto il primo, "Satellite", riesce a entrare nella Top 20, raggiungendo il Numero 19, mentre il secondo, rappresentato dalla traccia di apertura del long playing, "Deliver Me", non entra nemmeno in classifica, e il terzo, "Ease the Pressure", non ce la fa a piazzarsi nella UK Top 40, fermandosi al Numero 43. Mentre quest'ultimo singolo rappresenta l'ultimo piazzamento della band nella classifica britannica con un singolo inedito, l'album X costituisce l'ultimo album di inediti di studio del gruppo a tutt'oggi.

### Gli anni d'inattività, le raccolte, DJ Jon e il ritorno nel Nuovo Millennio
I singoli dei Beloved continuano di fatto a essere remixati e la band non si è ufficialmente mai sciolta, anche perché i due coniugi continuano a essere felicemente sposati, ma Jon Marsh, da una decina d'anni, si è per lo più concentrato sulla sua fiorente carriera di DJ e alla sua famiglia. così come i suoi colleghi.
Durante questi lunghi anni di silenzio, sono uscite soltanto due compilation di brani del gruppo, con la seconda che non è che la ristampa della prima. La prima raccolta, promossa da un remix di "The Sun Rising" (che ha raggiunto il Numero 31, soltanto 5 posizioni più in basso dell'originario singolo del 1989, rappresentando il loro ultimissimo piazzamento in assoluto nella classifica britannica a tutt'oggi), intitolata Single File, è stata pubblicata nel 1997, soltanto un anno dopo l'uscita di X. La seconda collection è invece più recente, essendo uscita nel 2005, con il titolo del loro primo singolo di successo, The Sun Rising. Come accennato, Jon ha collaborato con uno dei membri originari della band, Steve Waddington, e con altri su nuovo materiale, anche se si tratta di un lavoro ancora in corso nel giugno del 2008. Gli ultimi due brani inediti del gruppo, "With You" e "Timeslip", risalgono entrambi al 2000, mentre un nuovo album sarebbe previsto entro la fine del 2008. Questo si vociferava nel 2007, due anni dopo la seconda raccolta.

## Discografia
Le posizioni in classifica sono quelle ufficiali relative alla Classifica Britannica dei Singoli e alla Classifica Britannica degli Album, tranne quelle contrassegnate con *, che si riferiscono invece alla UK Indie Chart, cioè la classifica britannica delle etichette indipendenti. Per le date di pubblicazione e le posizioni esatte di album e singoli, si possono consultare la fonte cartacea ufficiale rappresentata da The Guinness Book of British Hit Singles and Albums e quella in rete, altrettanto ufficiale, costituita dalla UK Top 40 Hit Database.

### Album
- 1989 - Where It Is (Flim Flam, HARPCD2, #17*)
- 1990 - Happiness (Atlantic, UK #14, US #154)
- 1991 - Blissed Out (EastWest, UK #38)
- 1993 - Conscience (EastWest, UK #2)
- 1996 - X (EastWest, UK #25)
- 1997 - Single File (EastWest)
- 2005 - The Sun Rising (WEA, ristampa di Single File)
- 2011 - Sweet Harmony: Very Best of the Beloved (Music Club 2011, raccolta)

### Singoli
- "A Hundred Words" (aprile 1986) #15*
- "This Means War" (settembre 1986) #22*
- "Happy Now" (marzo 1987) #22*
- "Surprise Me" / "Forever Dancing" (13 giugno 1987) #15*
- "Loving Feeling" / "Acid Love" (ottobre 1988)
- "Your Love Takes Me Higher" (gennaio 1989) UK #91
- "The Sun Rising" (21 ottobre 1989) UK #26
- "Hello" (27 gennaio 1990) UK #19
- "Your Love Takes Me Higher" (ristampa) (24 marzo 1990) UK #39
- "The Sun Rising" (ristampa) (1990)
- "Time After Time" (9 giugno 1990) UK #46
- "It's Alright Now" (10 novembre 1990) UK #48
- "Sweet Harmony" (18 gennaio 1993) UK #8
- "Celebrate Your Life" / "You've Got Me Thinking" (21 marzo 1993) UK #23
- "Outer Space Girl" (luglio 1993) UK #38
- "Rock to the Rhythm of Love" (1993)
- "Satellite" (16 marzo 1996) UK #19
- "Deliver Me" (30 giugno 1996) [US #39:I]
- "Ease the Pressure" (29 luglio 1996) UK #43
- "The Sun Rising" (remix) (agosto 1997) UK #31
- "With You" (2000) [US #29:I]
- "Timeslip" (2000) [US #2:I]

### Promo
- Up, Up and Away (1990 - da Happiness)
- The Remix EP (1991 - da Blissed Out)
- 1000 Years from Today (1993 - da Conscience)
- Let the Music Take You (1994 - da Conscience)
- Crystal Wave (marzo 1995 - da X)
- Sampler (1996 - da X)
- Physical Love / Three Steps to Heaven (1996 - doppio promo - da X)